# Ель-Дорадо-Гіллс (Каліфорнія)
Ель-Дорадо-Гіллс (англ. El Dorado Hills) — переписна місцевість (CDP) в США, в окрузі Ель-Дорадо штату Каліфорнія. Населення — 50 547 осіб (2020).

## Географія
Ель-Дорадо-Гіллс розташований за координатами 38°40′26″ пн. ш. 121°2′56″ зх. д. / 38.67389° пн. ш. 121.04889° зх. д. (38.673971, -121.048842).  За даними Бюро перепису населення США в 2010 році переписна місцевість мала площу 125,89 км², з яких 125,49 км² — суходіл та 0,39 км² — водойми.

## Демографія
Згідно з переписом 2010 року, у переписній місцевості мешкало 42 108 осіб у 14 368 домогосподарствах у складі 12 063 родин. Густота населення становила 334 особи/км².  Було 14994 помешкання (119/км²).
Расовий склад населення:
| - 83,3 % — білих - 8,5 % — азіатів - 1,5 % — чорних або афроамериканців - 0,5 % — корінних американців - 0,2 % — вихідців з тихоокеанських островів - 1,6 % — осіб інших рас |

До двох чи більше рас належало 4,5 %. Частка іспаномовних становила 9,0 % від усіх жителів.
За віковим діапазоном населення розподілялося таким чином: 29,5 % — особи молодші 18 років, 59,9 % — особи у віці 18—64 років, 10,6 % — особи у віці 65 років та старші. Медіана віку мешканця становила 40,6 року. На 100 осіб жіночої статі у переписній місцевості припадало 97,5 чоловіків;  на 100 жінок у віці від 18 років та старших — 94,7 чоловіків також старших 18 років.
Середній дохід на одне домашнє господарство  становив 142 582 долари США (медіана — 119 452), а середній дохід на одну сім'ю — 152 022 долари (медіана — 129 686). Медіана доходів становила 104 112 долари для чоловіків та 70 558 доларів для жінок. За межею бідності перебувало 4,7 % осіб, у тому числі 5,6 % дітей у віці до 18 років та 4,7 % осіб у віці 65 років та старших.
Цивільне працевлаштоване населення становило 18 916 осіб. Основні галузі зайнятості: освіта, охорона здоров'я та соціальна допомога — 17,5 %, науковці, спеціалісти, менеджери — 14,2 %, роздрібна торгівля — 12,4 %, фінанси, страхування та нерухомість — 10,8 %.